# Rezervat biosfere leptira Monarha
Rezervat biosfere leptira Monarha (šp. Reserva de la Biosfera de la Mariposa Monarca) je rezervat biosfere na planinama trans-meksičkog vulkanskog prstena, u meksičkim saveznim državama Michoacán i Mexico, oko 100 km sjeverozapadno od grada Meksika. 
U ovoj ekoregiji šuma bora i hrasta zime provode leptiri Monarsi (Danaus plexippus, iz porodice šarenaca), po kojima je rezervat i dobio ime, njih oko 60 milijuna do milijarde (što je oko 70% njihova ukupnog broja); nakon što u 4 mjeseca od Stjenjaka u istočnoj Kanadi prema jugu prelete oko 4.000 km). Kako pronađu svoj put do zimilišta i natrag u svom epskom osmomjesečnom putovanju, pri kojemu se smijene četiri gereracije leptira, njihova krila stvore zvuk koji podsjeća na padanje kiše, a mnoge grane u rezervatu se oboje u narančasto i doslovno saviju pod težinom velikih skupina leptira, još uvijek ostaje tajnom. Zbog toga je Rezervat biosfere leptira Monarha upisan na UNESCO-ov popis mjesta svjetske baštine u Sjevernoj Americi 2008. godine.
Iako se rezervat pruža na 5.625,9 km², Monarsi od listopada do ožujka borave samo na njegovih 8 mikro lokaliteta (od 14 u Meksiku), te rezervat ne služi samo za njihovu zaštitu nego zaštiti cijelog ekosustava kojemu oni pripadaju. Održavanje njegovih šuma i mikroklime je ključ za održavanje rezervata, te se svaka prijetnja šumi smatra presudnom. Ilegalna sječa je poznata prijetnja s potencijalnim izravnim utjecajima na izuzetnu jedinstvenost rezervata. Također je zabilježeno je povećanje javne uporabe izgradnjom infrastrukture za posjetitelje, koji također utječu na ekosustav i kvalitetu iskustva; u kojoj mjeri ostaje tek da bude utvrđeno.

## Vanjske poveznice
- Reserva Especial de la Biosfera Mariposa Monarca  Arhivirana inačica izvorne stranice od 13. rujna 2010. (Wayback Machine) Mexico: Secretaría de Medio Ambiente, Recursos Naturales y Pesca, Instituto Nacional de Ecología, Comisión Nacional para el Conocimiento y Uso de la Biodiversidad (šp.)
- Galerija fotografija  Arhivirana inačica izvorne stranice od 5. veljače 2012. (Wayback Machine)
- Izvanredna fotografija na nationalgeographic.com